# マルチ・800
マルチ・800 (Maruti 800) とは、インドでのスズキの乗用車生産販売子会社マルチ・スズキ・インディアが生産していた小型車である。

## 概要
1983年12月から生産開始。ベースとなっているのは初代（1983年 - 1986年）が5代目スズキ・フロンテ、および初代スズキ・アルト、2代目（1986年 - 2014年）が6代目スズキ・フロンテ、および2代目スズキ・アルトで、特に2代目モデルは20年以上経っても基本設計は変わらないまま生産され続けた。
800は一台20万ルピーで、タタ・ナノの登場まではインドで一番安価な自動車だった。その低価格を売りにインドでは爆発的なヒットを記録した。2004年のマルチ・アルト（5代目ベース）の登場まではインドで一番売れた自動車だった。
その後インドだけでなく、バングラデシュやスリランカなどの南アジアや、チリなどの南アメリカにも輸出された（チリなどの一部地域ではスズキ・マルチの名前で販売された）。
エンジンはアルトと同じ直列3気筒エンジンだが、排気量は800ccにまで上げられている。駆動方式はFFで、トランスミッションは4 / 5速MT。コストダウンのため左側のミラーが無いモデルも有る。
2005年にはインドのBS3（ユーロ3相当）排ガス規制に適合したモデルが発売され、2008年にはCNGを燃料とするモデルも発売された。
しかしながら、BS4（ユーロ4相当）排ガス規制への対応はコストが掛かり過ぎることを理由に断念され、2010年4月からBS4が適用されたニューデリー、チェンナイ、ムンバイ、コルカタなど13の主要都市では販売が打ち切られた。
2014年1月18日、グルガーオン工場にて最後のマルチ・800がラインオフし、31年の歴史に幕を閉じた。インド国内での累計販売台数は250万台以上に達した。スペアパーツについては8 - 10年間提供が保証される。
なお、2012年10月には後継モデルとなる「マルチ・アルト800」が発表されている。

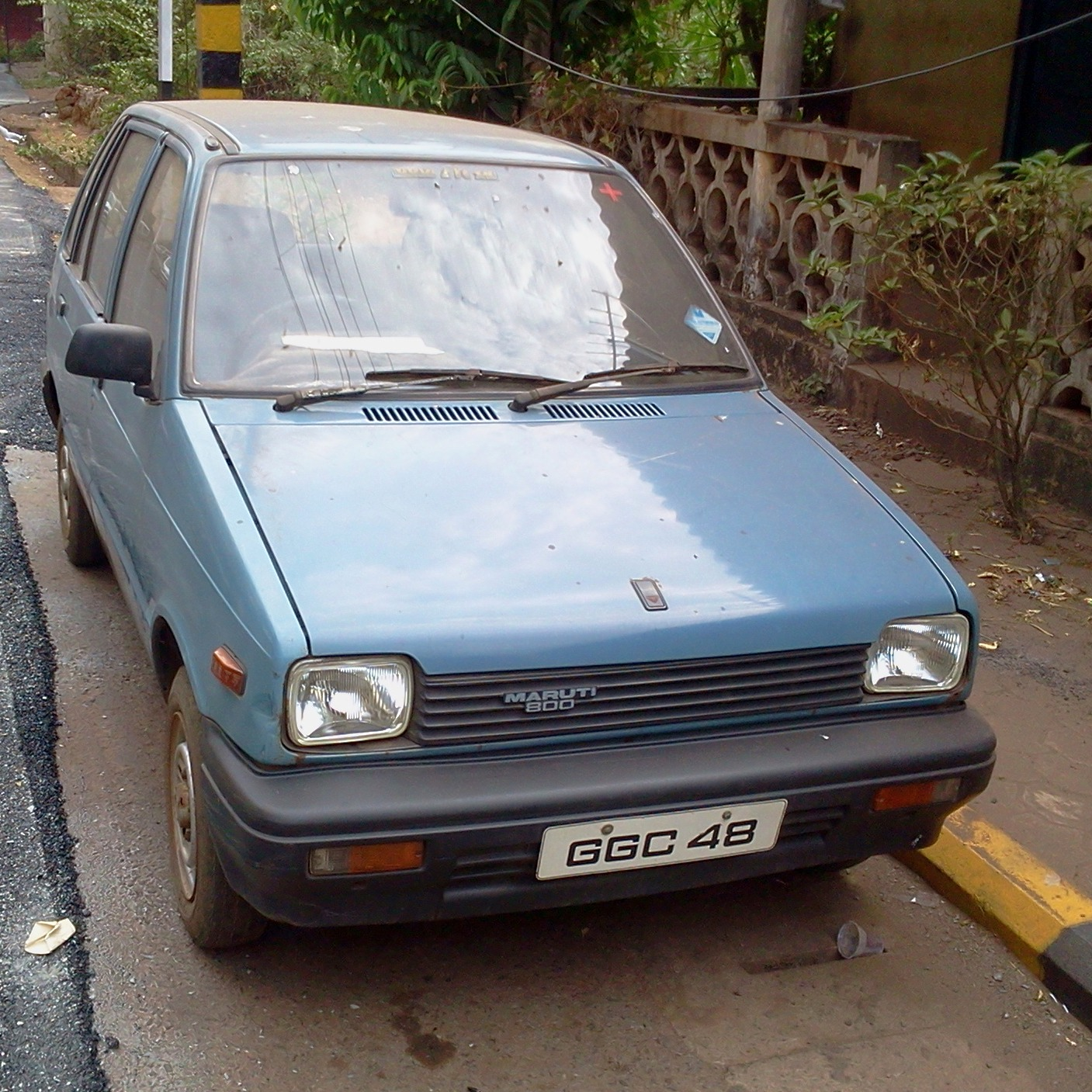
2代目マルチ・800（前期型）
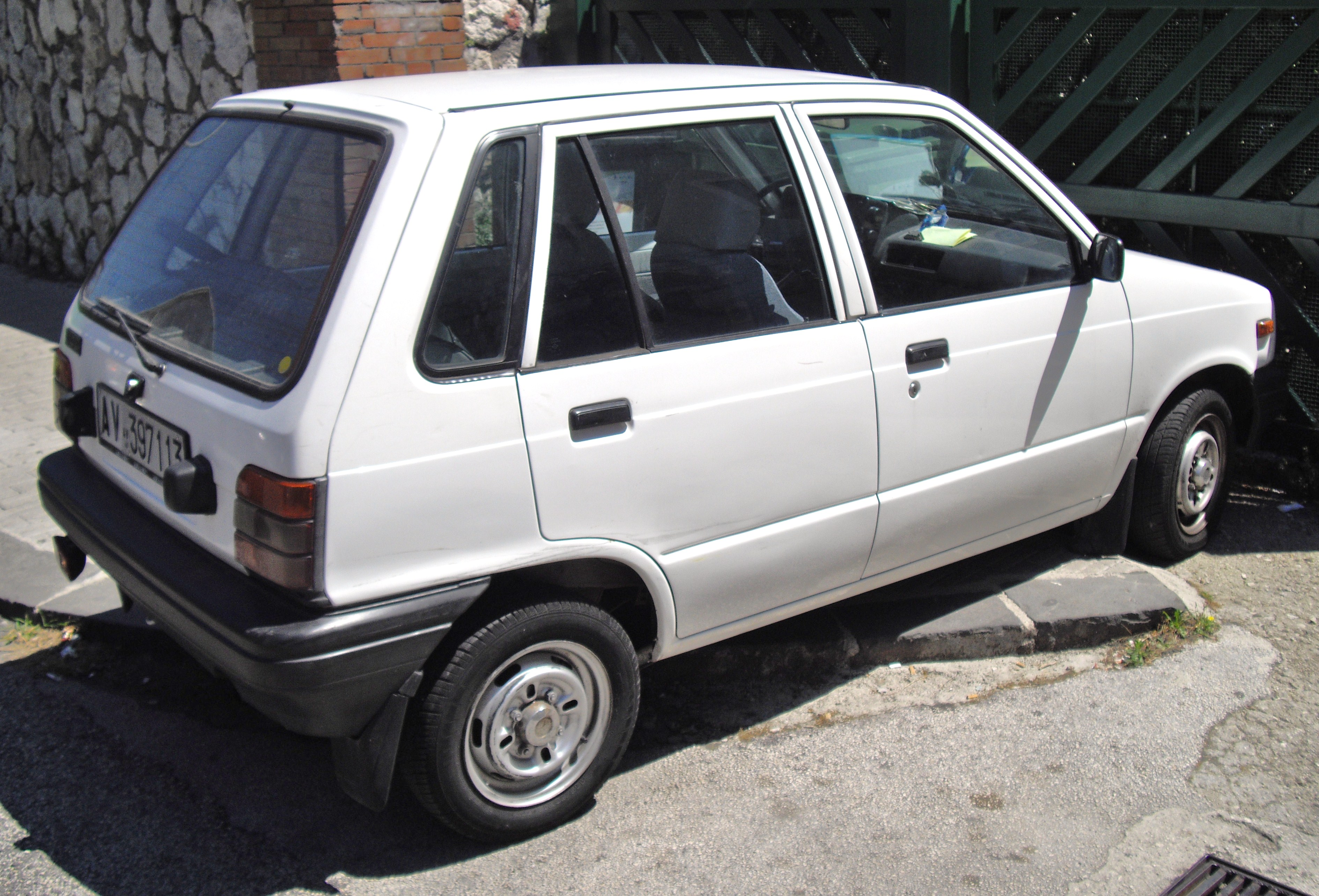
2代目マルチ・800（前期型・リア）
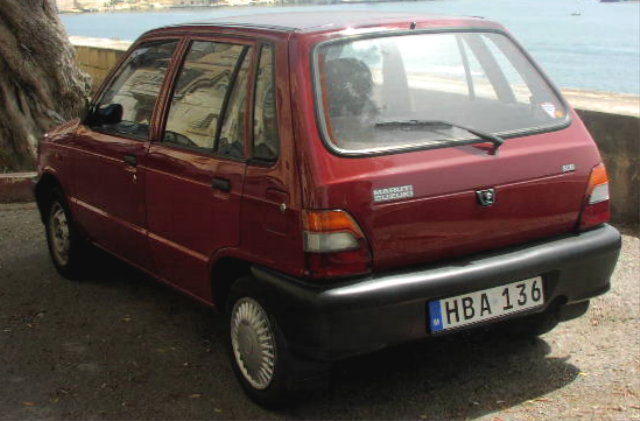
2代目マルチ・800（後期型・リア）
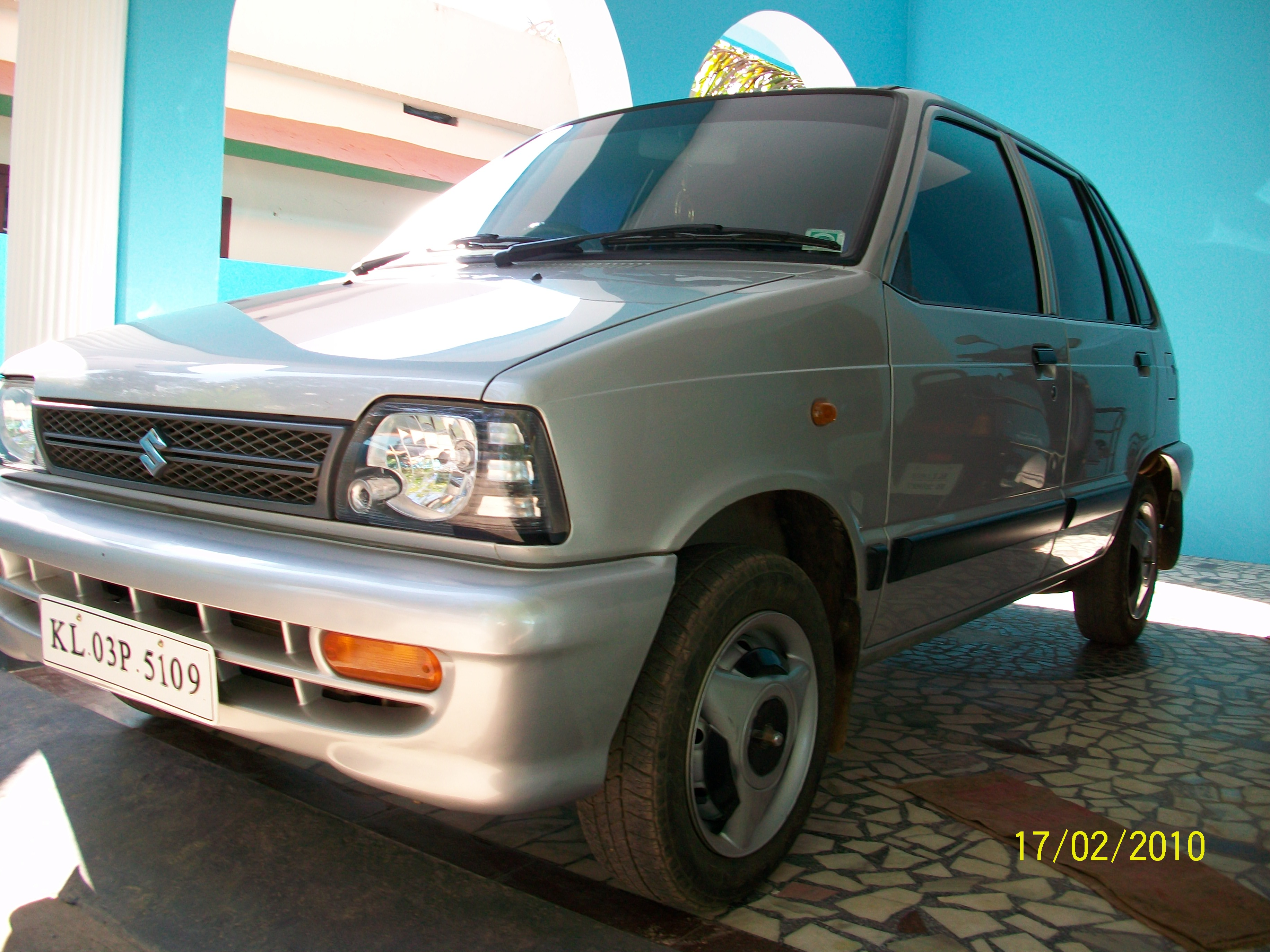
(2代目後期最終型・フロント）